# Amâncio de Carvalho
Antônio Amâncio Pereira de Carvalho (Salvador, 8 de abril de 1850 – São Paulo, 17 de julho de 1928) foi um médico legista brasileiro.

## Biografia
Nasceu em Salvador, na Bahia, em 8 de abril de 1850, filho de Francisco José Pereira de Carvalho e Joaquina Marcelina Pereira de Carvalho, que ainda viviam em 1900. Após os estudos iniciais, matriculou-se no curso de preparatórios do Gymnasio Bahiano, então dirigido por Abílio César Borges, depois barão de Macaiubas. Matriculou-se na Academia de Medicina da Bahia em 1866, diplomando-se em 1872 com a tese Hemorrhagia puerperal.
Casou-se por 1879, no Rio de Janeiro, com Emília Pereira da Silva.
Em julho de 1886, fez parte da chapa do Partido Conservador para juiz de paz da freguesia de Santo Antônio, Rio de Janeiro.

### Carreira médica
Cursando o terceiro ano acadêmico, foi nomeado aluno interno do Hospital de Caridade, Salvador. No último ano, fez parte da comissão governamental nomeada para estudar as febres que então assolavam o município de Alagoinhas, por proposta do lente José de Goes Siqueira.
Em novembro de 1874, era comissário vacinador municipal de Araçuaí, em Ouro Preto, na Província de Minas Gerais.
Em 26 de maio de 1877, foi comissionado pelo governo da Província da Bahia para diagnosticar e prestar socorro às vítimas da febre amarela que grassava em Amargosa. Em agosto de 1877, foi louvado pelos esforços empregados nessa missão, sendo o louvor verificado e lavrado em ofício dirigido ao governo imperial e datado de 13 de outubro do mesmo ano.
Em janeiro de 1878, foi contratado como médico da colônia orfanológica, industrial e agrícola Colônia Isabel, em Pernambuco, com obrigação de tratar também dos empregados da colônia, das praças do destacamento aí estacionadas, e dos retirantes da seca que então assolava a província, sendo exonerado desse posto, a seu pedido, em fevereiro de 1880.
Após 1872, estabeleceu-se no Rio de Janeiro, onde fez parte, a título gratuito, da Junta Sanitária, aquando de um surto epidêmico. Aí praticou como médico legista, auxiliar da justiça pública, permanecendo no cargo até ir para São Paulo.
Em setembro de 1881, propôs a ereção de uma enfermaria no Hospital de São João Batista, em Niterói, na qual os doentes sejam tratados exclusivamente pelo sistema dosimétrico, por meio de sal e grânulos do Dr. Naury, não sendo aceito.
Em fevereiro de 1883, foi nomeado médico adjunto do Hospital de São João de Deus da Sociedade Portuguesa de Beneficência.
Em 24 de janeiro de 1886, foi nomeado médico da polícia do Rio de Janeiro.
Em 1887, um ano antes da abolição da escravatura no Brasil, Amâncio de Carvalho observou que, após a aprovação da Lei do Ventre Livre em 1871, as práticas de infanticídio entre a população escrava haviam diminuído, diminuindo com elas a mortalidade infantil. Carvalho atribuia o fato a um aumento do instinto maternal por parte das mulheres escravizadas, ao saberem que os seus filhos não sofreriam da sua sujeição. Carvalho identifica a maternidade como o estado natural das mulheres de qualquer raça, classe social e estado legal, considerando que as mães escravas, sufocadas pela escravidão, tentavam libertar pela morte os seus filhos, para que não fossem sujeitos à escravatura, por meio do aborto e do infanticídio.
Em janeiro desse ano, conferenciou na Sociedade de Medicina e Cirurgia do Rio de Janeiro sobre um caso de enforcamento que havia tido oportunidade de observar, na qualidade de médico da polícia, lamentando que numa cidade como o Rio de Janeiro, então com 400 000 habitantes, e crimes diários, fossem somente dois os médicos encarregados das investigações médico-legais.
Graças à boa prestação como médico legista no Rio de Janeiro, o Governo Federal escolheu-o, em 1891, para lente da nova cadeira de Medicina Legal, que acabava de ser criada na Faculdade de Direito do Largo São Francisco. Em 2 de março de 1891, pediu a exoneração do cargo de médico da polícia do Rio de Janeiro, partindo para São Paulo.
Na reforma curricular de fevereiro de 1896, havida no curso jurídico daquela faculdade, foi nomeado lente catedrático da cadeira de Medicina Pública. Ao ser estabelecida a Escola de Farmácia de São Paulo, foi escolhido para lente catedrático da disciplina de História de Farmácia e Legislação Farmacêutica.

#### Embalsamamentos

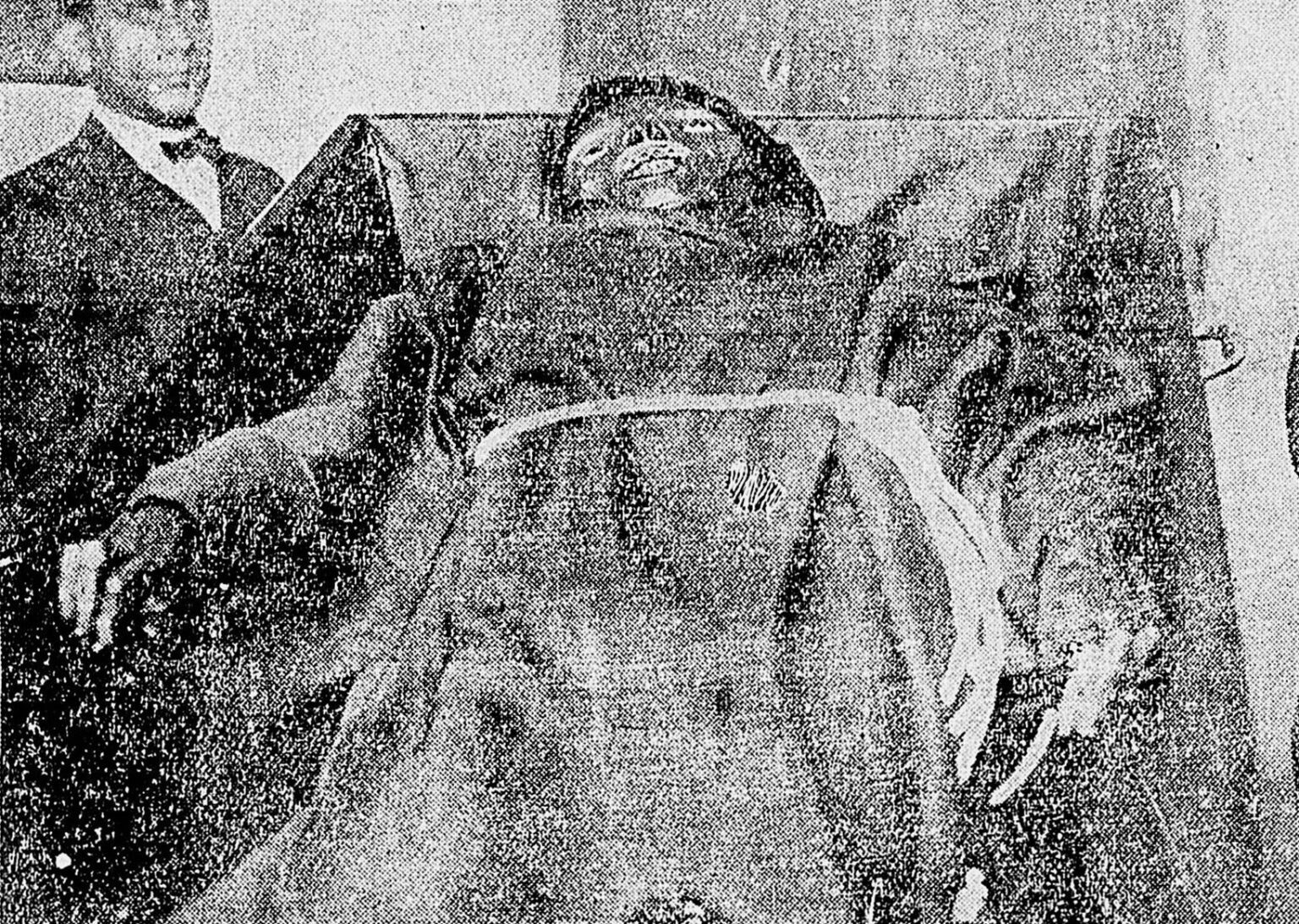
Múmia de Jacinta, disposta no féretro com hábito de São Francisco, aquando do seu sepultamento em junho de 1929.

Em 19 de agosto de 1896, Carvalho apresentou ao público o cadáver embalsamado de uma criança, que ficou 30 dias na sala dos médicos da Polícia Central, sem se decompor. No procedimento, Carvalho usou o mesmo processo de embalsamamento de Dubois e Alexandre Lacassagne, de injeções intersticiais de álcool metílico, que considerava especialmente interessante, por ser pouco intrusivo. Segundo o jornal O Archivo Illustrado, terá sido o primeiro a praticar o embalsamamento de um cadáver no Brasil, com essa técnica inovadora e até então inédita no país. Carvalho aperfeiçoara esse método, despertando grande curiosidade e reconhecimento, sendo comparado ao usado pelos antigos egípcios.
Em 26 de novembro de 1900, Carvalho solicitou à Polícia Civil o cadáver de Jacinta, mulher negra, pobre e sem ocupação fixa, que costumava caminhar pelo centro da cidade de São Paulo. Segundo Carvalho, teria cerca de 30 anos, sendo "hóspede habitual da Polícia, por sua desmedida intemperança". Encontrava-se "toda infiltrada, particularmente no ventre, onde havia derrame peritoneal", estando para ser recolhida na Santa Casa de Misericórdia com o diagnóstico de lesão cardíaca quando, pelas 10 horas da manhã desse dia, morreu no carro que a transportava. Solicitado o corpo para nele experimentar um novo método de embalsamamento, foi-lhe entregue às 12 horas do mesmo dia.
A mumificação de Jacinta seria um dos motivos pelos quais Amâncio de Carvalho ficaria célebre, sobretudo entre os seus alunos, em parte devido aos trotes estudantis e vilipêndios que na primeira década de 1900 aplicavam à múmia. Quando morreu, em 1928, entre os casos curiosos da sua vida profissional relatados nos elogios fúnebres que saíram na imprensa nos dias após o seu falecimento, contava-se o da "célebre múmia que o distinto médico obtivera por processo seu e ainda não divulgado", usada para explicações em aula de lições de medicina legal aos alunos do quinto ano, descrevendo-se também a ocasião em que fora roubada por alunos da faculdade.
Em 1.º de dezembro de 1901, concluído o embalsamamento, o corpo envernizado de Jacinta foi temporariamente exposto na vitrine da Charutaria do Commercio, na rua Quinze de Novembro, entre a rua do Tesouro e a rua Direita, suscitando grande curiosidade e aglomerações de transeuntes em frente ao estabelecimento. Alguns dias depois, a múmia "foi levada à Faculdade de Direito, onde permaneceria por três décadas, sendo usada nas aulas. Carvalho a mantinha trancada num expositor velado, com tampa de vidro, pendurada pelo couro cabeludo, à esquerda de sua mesa na Sala 7 e do lado oposto a um esqueleto, onde os estudantes do quinto ano assistiam às aulas de medicina legal.

### Publicações
Em 1900, havia publicado na Revista da Sociedade de Antropologia Criminal, Ciências Penais e Medicina Legal uma monografia intitulada "As cicatrizes sob o ponto de vista médico-legal", e outra "Resposta a uma consulta", e várias outras na Revista da Faculdade de Direito.

### Associativismo
Foi o primeiro presidente da Sociedade de Antropologia Criminal, Ciências Penais e Medicina Legal, fundada em São Paulo em 1895, e sócio-fundador da Sociedade de Medicina e Cirurgia de São Paulo. Foi médico ajudante da Sociedade Beneficente Portuguesa, médico das Sociedades Beneficente Italiana, Operária Príncipe de Nápoles, da Associação Providência Doméstica e da Sociedade Humanitária dos Empregados do Comércio, sendo tido como um dos melhores clínicos e operadores.

### Eugenia
Amâncio de Carvalho foi sócio e presidente honorário da Sociedade Eugênica de São Paulo, dedicada ao aperfeiçoamento físico e moral da espécie humana, desde a sua fundação em 1918, partilhando a presidência honorária com Augustino José de Sousa Lima, sendo presidente atuante Arnaldo Vieira de Carvalho. Segundo a historiadora Pietra Diwan, Arnaldo foi um dos médicos mais entusiastas do movimento da eugenia, termo criado por Francis Galton (1822–1911), que a definiu como o estudo dos agentes sob o controle social que podem melhorar ou empobrecer as qualidades raciais das futuras gerações, seja física ou mentalmente. Não se deve tomar o termo eugenia na acepção que a tornou mais conhecida, isto é, como uma política racista. A rigor, tratava-se, antes, de contribuir, pelo higienismo e pelas campanhas de vacinação, para o fortalecimento das populações diante da doença e das condições adversas de alimentação, moradia, clima, entre outras. Dos quadros da Sociedade fizeram parte, entre outros expoentes da intelectualidade nacional, o médico Francisco Franco da Rocha (1864–1933).
A Sociedade Eugênica, a primeira do gênero na América Latina, deve a sua fundação ao empenho pessoal do médico e eugenista Renato Ferraz Kehl, figura emblemática no movimento eugênico brasileiro, responsável por lançar a ideia de uma entidade voltada ao estudo e divulgação da ciência eugênica, mobilizando, para tal, importantes intelectuais como o Dr. Arnaldo Vieira de Carvalho, prestigiado com a Presidência da entidade e os três presidentes honorários: os médicos, A. de Sousa Lima, Amâncio de Carvalho e Belisário Penna.

### Morte e sepultamento
Morreu na sua residência, na rua da Liberdade, n.º 75, no dia 17 de julho de 1928, sendo sepultado no Cemitério São Paulo. Um ano depois, em junho de 1929, a pedido de sua viúva Emília da Silva Carvalho, sepultar-se-ia no mesmo cemitério, em campa perpétua, o cadáver mumificado de Jacinta.

## Homenagens

Sobre a placa de Amâncio de Carvalho foi colocado um adesivo com o nome de Jacinta Maria de Santana

A antiga rua do Curtume, na Vila Mariana, em São Paulo, foi rebatizada em 18 de agosto de 1928 como rua Doutor Amâncio de Carvalho em sua homenagem. No início da década de 1940, foi dado o seu nome a uma das salas da Faculdade de Direito, possivelmente aquela em que teria lecionado.

Em 10 de abril de 2021, após a publicação de uma reportagem sobre a múmia de Jacinta pela Ponte, estudantes de direito da Faculdade de Direito da Universidade de São Paulo (FDUSP) se mobilizaram contra as homenagens concedidas a Amâncio de Carvalho, por ter mumificado Jacinta. Assim que a reportagem foi publicada, alunos da unidade entraram em contato com docentes e coletivos para dialogar sobre a renomeação da sala da instituição que leva o nome desse professor catedrático, Em 11 de agosto do mesmo ano, estudantes da FDUSP fizeram uma intervenção política na cidade, colando nomes de personalidades negras em placas de rua que homenageiam pessoas com histórico racista e eugenista. Na ocasião, a rua Doutor Amâncio de Carvalho foi renomeada simbolicamente em sua placa, dando lugar à "rua Jacinta Maria de Santana", com a descrição: "Moradora de rua negra que teve seu corpo embalsamado, exposto como curiosidade científica e utilizado em trotes estudantis no Largo São Francisco". A intervenção foi simbólica e não alterou o nome oficial da via, que ainda mantém o nome de Amâncio de Carvalho.